# Çiçek Acar
Çiçek Acar (* 16. November 1981 in Izmir) ist eine türkische Schauspielerin.

## Leben und Karriere
Çiçek Acar wurde am 16. November 1981 in Izmir geboren. Sie studierte am Müjdat Gezen Sanat Merkezi. Ihr Debüt gab sie 2007 in dem Kurzfilm Doğal Köle. Anschließend war sie 2009 in der Fernsehserie Ayrılık zu sehen. Außerdem spielte sie 2011 in dem Film Die 72. Zelle mit. 2013 wurde Acar für die Serie Dehşetin Tanıkları gecastet. Unter anderem bekam sie 2017 in dem Film Beyaz Balina die Hauptrolle. Im selben Jahr trat sie in der Serie Cennet'in Gözyaşları auf. Danach setzte Acar 2019 ihre Karriere in Sevgili Geçmiş fort. 2022 bekam sie eine Rolle in İyilik.

## Filmografie
Filme
- 2007: Doğal Köle
- 2011: Die 72. Zelle
- 2017: Beyaz Balina
- 2022: Bandırma Füze Kulübü

Serien
- 2009: Ayrılık
- 2013: Dehşetin Tanıkları
- 2014: Hatasız Kul Olmaz
- 2017–2018: Cennet'in Gözyaşları
- 2019: Sevgili Geçmiş
- 2021: Hamlet
- 2021–2022: Sihirli Annem
- 2022: İyilik